# رامون پردا
رامون پردا (اسپانیایی: Ramón Pereda‎؛ ۳۰ اوت ۱۸۹۷ – ۲۰ ژوئن ۱۹۸۶) بازیگر، کارگردان فیلم، تهیه‌کننده فیلم و نویسنده اهل اسپانیا بود.
از فیلم‌ها یا مجموعه‌های تلویزیونی که وی در آن‌ها نقش داشته است، می‌توان به ماریا کریستینا (۱۹۵۱) اشاره نمود.